# Schmölln
Schmölln is een stad in de Duitse deelstaat Thüringen, behorend tot het Landkreis Altenburger Land. De gemeente telt 13.604 inwoners.
Schmölln ligt aan de rivier de Sprotte en werd voor het eerst genoemd in 1066 (Zmulna; de naam is van Sorbische oorsprong). Historisch behoorde Schmölln tot Saksen-Altenburg en zijn voorlopers. Het stadje was sinds in de 19de eeuw een centrum van de knopenindustrie, waarmee omstreeks 1900 een derde van de bevolking verbonden was. Thans resteert er nog één knopenfabriek.

## Bestuurlijke indeling

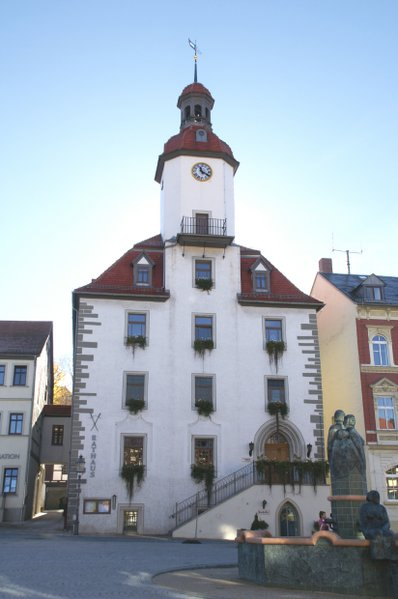
Het raadhuis

Behalve uit de kernstad bestaat de gemeente uit dertien Ortsteile, waarvan Großstöbnitz, Weißbach, Zschernitzsch en Sommeritz de grootste zijn.

## Verkeer
Schmölln heeft (sinds 1865) een station aan de spoorlijn tussen Gera en Gößnitz. Het plaatselijke openbaar vervoer wordt verzorgd door de in Altenburg gevestigde Thüringisch-Sächsische Personennahverkehrsgesellschaft mbH (THÜSAC).
De gemeente ligt in de nabijheid van de Bundesautobahn 4.

## Media
De Ostthüringer Zeitung uit Gera geeft een lokale editie voor Schmölln uit. De redactie is gevestigd in Löbichau.

## Partnersteden
- Dobeles novads (Letland)
- Žďár nad Sázavou (Tsjechië)